# Guillermo Ochoa
Francisco Guillermo Ochoa Magaña (* 13. července 1985, Guadalajara, Mexiko) je mexický fotbalový brankář reprezentant a hráč portugalského klubu AVS Futebol SAD. Účastník Mistrovství světa 2006 v Německu, Mistrovství světa 2010 v Jihoafrické republice, Mistrovství světa 2014 v Brazílii, Mistrovství světa 2018 v Rusku a Mistrovství světa 2022 v Kataru.

## Klubová kariéra
Ochoa začínal v profesionálním fotbale v roce 2004 v mexickém celku Club América z hlavního města Mexico City, s nímž vyhrál v mexické Primera División Clausuru 2005. V červenci 2011 odešel do francouzského klubu z Korsiky AC Ajaccio.
Po sezoně 2013/14, kdy Ajaccio sestoupilo do Ligue 2, oznámil odchod z klubu.
Po mistrovství světa v Brazílii, kde upoutal fotbalový svět několika skvělými zákroky se stal jedním z nejcennějších hráčů na fotbalovém trhu. Dne 1. srpna 2014 pak podepsal jako volný hráč tříletý kontrakt se španělskou Málagou. V červenci 2016 odešel na hostování do jiného španělského klubu Granada CF.
Dne 2.září 2024 přestoupil jako volný hráč do portugalského týmu AVS Futebol SAD, který sídlí ve městě Aves (Santo Tirso) a v sezóně 2025/2026 hraje Primeira Liga.

## Reprezentační kariéra
V národním A-týmu Mexika debutoval v roce 2005.
Zúčastnil se Mistrovství světa 2006 v Německu a Mistrovství světa 2010 v Jihoafrické republice, na obou turnajích byl náhradníkem.
V roce 2011 měl společně s dalšími 4 mexickými reprezentanty pozitivní test na zakázanou látku clenbuterol, která pocházela z kontaminovaného masa. Byl vyřazen z národního týmu, později po prošetření byl očištěn a do reprezentace se vrátil. Kvůli této aféře přišel o přestup do Paris Saint-Germain FC.
Trenér Mexika Miguel Herrera jej vzal na Mistrovství světa 2014 v Brazílii. Na turnaj cestoval jako volný hráč bez smlouvy s klubem. Byl na šampionátu brankářskou jedničkou, záda mu kryli náhradníci José de Jesús Corona a Alfredo Talavera. V základní skupině A vychytal postupně výhru 1:0 s Kamerunem, remízu 0:0 s Brazílií a výhru 3:1 s Chorvatskem. V osmifinále proti Nizozemsku držel svůj tým dlouho za stavu 1:0 v naději na postup, ale Nizozemci v závěru dvakrát skórovali a do čtvrtfinále postoupili oni. Mexiko bylo vyřazeno. Druhý gól padl v nastaveném čase z pokutového kopu.
V listopadu roku 2022 se v Kataru představil na svém pátém Mistrovství světa. V počtu účastí se tak dělil o rekord společně se sedmi dalšími hráči. V úvodním skupinovém utkání dne 22. listopadu s Polskem se stal klíčovým mužem mexického výběru, když po necelé hodině hry odhadl penaltu Roberta Lewandowského a výrazně přispěl k výsledku 0:0. Ve druhém utkání proti Argentině o čtyři dny později nezabránil Lioneli Messimu otevřít skóre a dále asistovat Enzo Fernándezovi. V posledním utkání potřebovalo Mexiko zdolat Saúdskou Arábii, která sama držela naději na postup. Průběžný výsledek 2:0 mexickému mužstvu nedostačoval a hrozilo, že mezi nimi a Polskem rozhodne o postupu vzhledem k vyrovnanému gólovému rozdílu a vzájemné remíze počet obdržených žlutých karet, kterých měli fotbalisté Mexika více. Ochoa v páté minutě nastaveného času obdržel gól a konečné skóre 2:1 Mexiko vyřadilo z turnaje. Ve skupině obsadilo třetí příčku před svým třetím soupeřem.